# Метегина, Светлана Александровна
Светла́на Алекса́ндровна Мете́гина (13 января 1991, Краснодарский край) — российская тхэквондистка, двукратная чемпионка мира, Заслуженный Мастер спорта России, персональный тренер, общественный деятель, руководитель отдела.

## Биография

### Образование
1. Средняя общеобразовательная школа № 38. Нижний Тагил (1998—2008);
2. Российский Государственный университет физической культуры, спорта, молодежи и туризма (ГЦОЛИФК) (2008—2013);
3. Master of Arts in Volunteer Leadership in Eurasian Theological Seminary (2014—2016).

### Достижения
Начала заниматься тхэквондо с 9 лет;
1. Многократная победительница Первенств и Чемпионатов России по тхэквондо (ИТФ) и кикбоксингу;
2. Первенство Мира, 1 место, 2005 г., Болгария, г. София;
3. Чемпионат Европы, 1 место, 2006 г., Греция;
4. Кубок Европы, 1 место, 2006 г., Россия, Санкт-Петербург;
5. Кубок мира, 1 место, 2007 г.; Россия, Санкт-Петербург;
6. Чемпионат мира, 1 место, 2009 г.; Россия, Санкт-Петербург;
7. Чемпионат Европы, два 1 места, 2010 г.; Италия, г. Барлетта;
8. Чемпионат Европы, 1 место, 2011 г.; Эстония, г. Таллинн;
9. Чемпионат Мира, 1 место, 2011 г.; Северная Корея, г. Пхеньян.

### Общественная деятельность
Светлана Метегина — руководитель Центра физической культуры и спорта АНО «Опора нации»
Центр «Физической культуры и спорта» является частью проекта Опоры Нации по ресоциализации заключённых и включает в себя: Физическое воспитание, Физкультурные мероприятия, Проведение массовых физкультурно-оздоровительных и спортивных работ среди заключённых с целью сохранения и укрепления здоровья, совершенствования процесса физического воспитания и пропаганды здорового образа жизни, создания условий для занятий физической культурой, воспитание гражданственности, трудолюбия, уважения к правам и свободам человека, любви к окружающей природе, Родине, семье.